# 沙爾奇寧凱
沙爾奇寧凱是立陶宛維爾紐斯縣沙爾奇寧凱區的城市，位於首都維爾紐斯東南面，與白俄羅斯接壤，面積3平方公里，海拔高度170米，2005年人口6,644，其中約七成居民是波蘭人。